# Polnische Badminton-Mannschaftsmeisterschaft 1978
Die Polnische Badminton-Mannschaftsmeisterschaft der Saison 1977/1978 gewann das Team von Polonia Głubczyce. Es war die fünfte Austragung der Titelkämpfe.

## Endstand
| Platz | Mannschaft         |
| ----- | ------------------ |
| 1.    | Polonia Głubczyce  |
| 2.    | AZS AWF Wrocław    |
| 3.    | Unia Bieruń Stary  |
| 4.    | Metalowiec Łódź    |
| 5.    | Start Gdynia       |
| 6.    | Len Żyrardów       |
| 7.    | Stal FSO Warszawa  |
| 8.    | Apollo Kraków      |
| 9.    | Bolesław Bukowno   |
| 10.   | Rakieta Łódź       |
| 11.   | Turysta Ursus      |
| 12.   | Warmia Olsztyn     |
| 13.   | Wicher Bydgoszcz   |
| 14.   | Chemik Oświęcim    |
| 15.   | Warta Gorzów Wlkp. |
| 16.   | Gwardzista Wrocław |